# Штиклер, Альфонс Мария
Альфонс Мария Штиклер (нем. Alfons Maria Stickler; 23 августа 1910, Нойнкирхен, Австро-Венгрия — 12 декабря 2007, Ватикан) — австрийский кардинал и богослов, салезианец. Титулярный архиепископ Бользены с 8 сентября 1983 по 25 мая 1985. Про-библиотекарь Святой Римской церкви с 8 сентября 1983 по 27 мая 1985. Про-архивариус Святой Римской Церкви с 9 июля 1984 по 27 мая 1985. Кардинал-дьякон с титулярной диаконией Сан-Джорджо-ин-Велабро с 25 мая 1985. Библиотекарь и Аархивариус Святой Римской Церкви с 27 мая 1985 по 1 июля 1988. Кардинал-священник с тем же титулом с 29 января 1996. Являлся старейшим по возрасту кардиналом Римско-католический церкви до своей смерти.

## Ранние годы
Альфонс Мария Штиклер родился 23 августа 1910 года, в деревушке Нойнкирхен, Венская архиепархия, Австрия. Он присоединился к Благочестивому Обществу Святого Франциска де Саля и принял постриг 15 августа 1928 года.
После этого, он изучал философию в Германии и затем в Австрии, Турине и Риме. Доктор канонического права. Штиклер посвящён в священники 27 марта 1937 года в Риме.

## Профессор
Отец Штиклер был профессором Салезианского университета, в Турине, с 1940 года по 1953 год. С 1953 года по 1958 год он был деканом факультета канонического права; а с 1958 года по 1966 год ректор этого университета. С 1965 года по 1968 год президент недавно основанного Institutum Altioris Latinitis. В качестве перита (эксперта без права голоса) участвовал во Втором Ватиканском соборе.

## Библиотекарь
25 марта 1971 года, отец Штиклер был назначен префектом Ватиканской Апостольской Библиотеки. В период своего срока пребывания он построил подземное хранилище для сохранения и консультации всех книг библиотеки.
8 сентября 1983 года он был избран титулярным архиепископом Бользены и про-библиотекарем Святой Римской Церкви. Ординацию 1 ноября 1983 года, в Сикстинской капелле, в Ватикане, совершил папа римский Иоанн Павел II, которому помогали Эдуардо Мартинес Сомало — титулярный архиепископ Тагоры, заместитель Государственного секретаря Святого Престола и Росалио Хосе Кастильо Лара — титулярный архиепископ Прекаузы, про-председатель Папской Комиссии по пересмотру Кодекса Канонического Права. 
Кардинал Штиклер был Библиотекарем и архивариусом Святой Римской Церкви с 27 мая 1985 года по 1 июля 1988 года. 25 мая 1985 года, он был возведён в кардиналы папой Иоанном Павлом II.
В 2006 году, после смерти кардинала Йоханнеса Виллебрандса, он стал старейшим живущим кардиналом.

## Участие втрадиционалистском движении
Кардинал Штиклер был известен как сторонник возвращения Тридентской мессы — традиционной католической литургии, в поддержку которой высказывается в ряде статей (в том числе опубликованных на русском языке).
12 декабря 2007 года кардинал Альфонс Штиклер скончался в возрасте 97 лет, в Ватикане, в своих апартаментах дворца Священной Канцелярии. На момент своей смерти кардинал Штиклер являлся старейшим кардиналом Римско-католической церкви. Кардинал Штиклер погребён в алтаре у Престола Папской Ватиканской базилики.